# Liar (canção de Queen)
"Liar" é uma canção de hard rock do grupo britânico Queen. Escrito pelo vocalista Freddie Mercury, em 1970, a canção estava incluída no álbum de estréia da banda 1973 Queen . Uma versão editada de "Liar" foi lançada como single-backed com "Doing All Right", nos Estados Unidos por Elektra Records em fevereiro de 1974. 
Nos primeiros anos de Queen, esta canção foi considerada como uma das suas mais impressionantes performances ao vivo, muitas vezes indo ao longo de oito minutos de duração. No entanto, ao longo do tempo a música eventualmente caiu do setlist, com exceção de The Works Tour (embora a música tenha sido cortada em três minutos ou menos). No Estádio de Wembley, mesmo antes de "Tear It Up", o início do riff de guitarra "Liar" é interpretado por Brian May. 
Durante performances ao vivo, foi uma das poucas canções onde o baixista John Deacon fez backing vocals no decorrer da música. A banda tocava "all day long." Ele imita o vídeo promocional para a música, onde ele está atrás de Freddie e canta em seu microfone. Além disso, essa música contém um solo de baixo executada por John Deacon. Como confirmado pela transcrição em A EMI Music Publishing Off The Record partitura de música, esta é uma das três faixas de Queen, sendo os outros "Now I'm Here" e "Under Pressure  "(a sua colaboração com a David Bowie), ao recurso de um órgão Hammond. 